# 追い越し
追い越し（おいこし）とは、車の運転操作のひとつで、前方を進行中の他の車両などの後方から近づきながら進路を変え、その車の側方を通過し前方に出ることを指す。車線・中央線をはみ出す場合とはみ出さない場合とが含まれる。
なおこれに対し、追い抜きは、道路交通法には規定はないが、直進を続けて前方を進行中の車両などの前方へ出ることを指す。したがって後方から進路を変えずに近づく、もしくは追い付くよりも以前に進路変更を済ませていた場合に当たる。
前方の停車・駐車中の車両は、追い越し・追い抜きの概念の対象外となる。

## 概略
日本の道路交通法第2条21号では用語として「追越し」と表記し、当該法文内では下記の定義とする：
```
車両が他の車両等に追い付いた場合において、その進路を変えてその追い付いた車両等の側方を通過し、かつ、当該車両等の前方に出ることをいう。
```

ただし、キープレフトの観点から、通常は追越しが終わった後に進路変更を実施し左側に戻ることが想定され、追越し後（当該車両等の前方に出たあと）に左側に戻る進路変更を前提とした記述も広く見られる。（下記の「追い越しの方法」も参照）

## 追い越しと追い抜きの違い
このように、追い越しに当たるかどうかは前方の車両の手前で進路変更をするか否かで判断される。
ただし、追越車線から左側車線（走行車線）に車線を変更し、追越車線を走行中の車両を、しばらくの間左側車線での走行を続けたうえで、車線変更することなくそのまま左側車線を走行して追越車線を走行中の車両を追い抜いた場合は、左側車線に車線変更したのは、前車を追い越すことができないために走行車線に戻ったのであって、前車を追い越すために走行車線に戻ったわけではなく、その後、車線変更することなく追越車線を走行中の車両の前に出ているので、「追い越し」ではなく「追い抜き」となり、左側追い越しの違反には当たらない。
ただし、これは左側車線に車線変更をした後に、追いついた車両の後方でしばらくの間走行車線を走行しながらゆっくりと追い抜いた場合であり、左側車線に車線を変更した後にすぐに側方を通過するような、一連の動作が完了するまでにかかった時間や距離が短い場合は、前車を追い越すために左側車線に移動したと判断されるため、運転者が「追越しではなく追い抜きだ」と申し立てたとしても、左側追い越しの違反となる。

## 追い越しの方法
車線（車両通行帯）・中央線をはみ出す方法と、はみ出さない方法とがある。
原則として、追い越す車は、追い越される車の右側を通行しなければならない（道路交通法28条1項）。ただし、右折や道路外へ出るために右側へ寄っている自動車を追い越す場合は、その左側を通らなければならない（同条2項）。
車両通行帯のある道路において、最も右側の車両通行帯（追越車線）を通行して追越しをする場合は、追越しが終わったとき（当該車両等の前方に出たとき）は、速やかにそれ以外の車両通行帯に戻らなければならない。（道路交通法20条）
最も右側以外の車両通行帯を使用して追越しをした場合は、追越しが終わった後（当該車両等の前方に出た後）、元の車両通行帯に戻らずに引き続き追越しに使用した車両通行帯を（その車線の速度に応じて）通行することもできるが、キープレフトの観点から左側の車両通行帯へ戻ることが想定される。
ただし、自動車以外の車両（軽車両、原動機付自転車）や小型特殊自動車で追越しをした場合は、追越し以外では第一通行帯（最も左側の車線）以外を通行できないため、追越しが終わった後（当該車両等の前方に出た後）、第一通行帯まで戻らなければならない。（道路交通法20条）
路面電車を追い越す場合は、線路が道路の左端にある場合を除いて、その左側を通らなければならない（道路交通法28条3項）。

### 右側はみ出し禁止

「追越しのための右側部分はみ出し通行禁止」の標識

なお右に示したような「追越しのための右側部分はみ出し通行禁止」の標識がある場合や、中央線が黄色で標示されている場合、左側部分が6m以上あるような場合は、道路の右側にはみ出して前方を進行中の他の車両の追い越しを行なってはいけない。
この場合は車両は自転車を追い越す場合であっても道路の右側部分へはみ出すことが禁止されることから、はみ出し禁止の規制を実施する場合には十分な注意を要する。

### 追い越される側の義務
より制限速度の速い車両に追い付かれた場合は、その車両の追い越しが終わるまで速度を上げてはならない。また、追い越しのために充分な余地となる幅がない場合、できるだけ道路の左側に寄って、進路を譲らなければならない。（道路交通法27条）

## 追い越しが禁止される状況

道路の形状や規制、状況によっては、追い越しを行ってはいけない場合がある。車線・中央線をはみ出すかどうかには関わらない。

### 場所
以下のような場所では、軽車両以外の車両を追い越すために、進路を変えたり、その横に出たりしてはいけない（道路交通法30条）。
- 標識により追い越しが禁止されている場所
- 道路の曲がり角付近
- 上り坂の頂上付近、急な下り坂
- 車両通行帯のないトンネル
- 交差点とその手前30m（優先道路を走る場合を除く）
- 踏切・横断歩道・自転車横断帯とその手前30m

### 状況
以下のような状況では、追い越しを始めてはいけない。
- 前の車が、別な自動車・トロリーバスを追い越そうとしている場合
- 前の車が、右側に進路を変更しようとしている場合
- 右側にはみ出して追い越す場合に、対向車や前の車の進行を妨げなければ追い越しが完了しない場合
- 後ろの車が自分の車を追い越そうとしている場合

判例では、次の状況でも追い越しが禁止されている。
- 2車線道路（片側1車線の道路）で、制限速度の限界まで走行している車両（以下、甲車とする）が走行し、その後方に、制限速度の限界まで走行している車両（以下、乙車とする）が走行し、乙車が、さらにその後方の車両（以下、丙車とする）に追いつかれ、車間距離をつめられて、乙車が、丙車に追突される危険がある場合（いわゆる後続車にあおられた場合）の乙車。（2014年（平成26年）12月2日 札幌高等裁判所）（道路交通法違反の罪に問われた事件）[注釈 1]

### 右側はみ出し禁止によって実質的に追い越しができない場合
追越しのための右側部分はみ出し通行禁止規制が実施されている場合は、追越し自体は禁止されていないが、道路の右側にはみ出さなければ追い越しができないときは実質的に追い越しができない。この場合は追い越し禁止の規制とは異なり、自転車を追い越す場合でも右側にはみ出すことができない。

## 追い抜きが禁止される場所
横断歩道や自転車横断帯、その手前30ｍ以内は、前方を進行中の車両（軽車両を除く）に対する追い抜きも禁止される。
- なお信号機のない横断歩道の手前などで停車している車両（軽車両を含む）が前方にいる場合には、一時停止および安全確認後に、停車車両の側方を通過できる。